# 岡上和典
岡上 和典（おかがみ かずのり、1979年1月4日 - ）は、福岡県古賀市出身の元プロ野球選手（内野手）。

## 経歴

### プロ入り前
九産大九州高では3年夏の県大会で4回戦敗退。
東海大では2年夏に右肩を痛めたが復帰までの間はノッカー、球拾いなど裏方役をこなした。１つ下の学年に同じくショートの平野恵一がいたため、外野手に転向し4年秋にレギュラーに定着して盗塁王を獲得、明治神宮大会で準優勝。
2000年ドラフト7位で広島東洋カープに入団した。

### プロ入り後
堅守と俊足は早い段階でプロでも通用し、2001年の後半には早くも代走要員として一軍出場を果たす。守備が不安定だった東出輝裕とショートのレギュラー獲得を争うが、打撃力が弱かったためスタメンの機会自体が多くなかった。当時の広島は前田智徳など守備走塁に不安がある選手が多かったため、福地寿樹に次ぐ守備代走要員として一軍に定着した。
2004年、2005年は肘の故障によりシーズンのほとんどを棒に振ってしまい、そのケガの多さから心機一転、2006年に「岡上和功」（読みは同じかずのり）に改名した。
2007年より再び本名に戻したものの、梵英心のレギュラー定着などで一軍からも遠のき、同年10月5日に球団から戦力外通告を受けた。

### 現役引退後
2014年2月に少年硬式野球チームの「ユナイテッド・グロウズ広島」の監督に就任、同年5月ヤングリーグ-全日本少年硬式野球連盟に加盟、リーグ登録チーム名は「ヤングUG広島」。広島市佐伯区、廿日市市、大竹市を中心に活動しており、現役時代に培った走攻守の技術を丁寧に教えている。
2019年よりツネイシホールディングスの社会人野球チーム・ツネイシブルーパイレーツのコーチを務めている。

## 選手としての特徴
高い身体能力を誇り、トップクラスの俊足と強肩で、内・外野を器用にこなす守備力が武器。広島入団後はスイッチヒッターに挑戦。一時は遊撃手のレギュラー争いを期待されるも、打撃力の弱さと度重なる故障から勝ち取れなかった。
2003年10月12日のヤクルト戦、9回裏に結果的にキャリアで唯一となる同点ホームランを放ち、その後チームがサヨナラ勝ちしたためヒーローインタビューに呼ばれたが、場慣れしていなかったため、緊張で受け答えがしどろもどろであった。

## 詳細情報

### 年度別打撃成績
| 年 度     | 球 団     | 試 合 | 打 席 | 打 数 | 得 点 | 安 打 | 二 塁 打 | 三 塁 打 | 本 塁 打 | 塁 打 | 打 点 | 盗 塁 | 盗 塁 死 | 犠 打 | 犠 飛 | 四 球 | 敬 遠 | 死 球 | 三 振 | 併 殺 打 | 打 率 | 出 塁 率 | 長 打 率 | O P S |
| --------- | --------- | ----- | ----- | ----- | ----- | ----- | -------- | -------- | -------- | ----- | ----- | ----- | -------- | ----- | ----- | ----- | ----- | ----- | ----- | -------- | ----- | -------- | -------- | ----- |
| 2001      | 広島      | 10    | 4     | 4     | 6     | 1     | 0        | 0        | 0        | 1     | 0     | 4     | 0        | 0     | 0     | 0     | 0     | 0     | 2     | 0        | .250  | .250     | .250     | .500  |
| 2002      | 広島      | 71    | 22    | 17    | 17    | 3     | 0        | 0        | 0        | 3     | 0     | 5     | 1        | 1     | 0     | 4     | 0     | 0     | 11    | 0        | .176  | .333     | .176     | .510  |
| 2003      | 広島      | 51    | 16    | 14    | 9     | 3     | 0        | 0        | 1        | 6     | 1     | 6     | 1        | 2     | 0     | 0     | 0     | 0     | 4     | 0        | .214  | .214     | .429     | .643  |
| 2004      | 広島      | 30    | 3     | 3     | 5     | 1     | 0        | 0        | 0        | 1     | 1     | 1     | 2        | 0     | 0     | 0     | 0     | 0     | 2     | 0        | .333  | .333     | .333     | .667  |
| 2006      | 広島      | 10    | 9     | 8     | 2     | 1     | 0        | 1        | 0        | 3     | 0     | 0     | 0        | 1     | 0     | 0     | 0     | 0     | 2     | 0        | .125  | .125     | .375     | .500  |
| 2007      | 広島      | 2     | 0     | 0     | 1     | 0     | 0        | 0        | 0        | 0     | 0     | 1     | 0        | 0     | 0     | 0     | 0     | 0     | 0     | 0        | ----  | ----     | ----     | ----  |
| 通算：6年 | 通算：6年 | 174   | 54    | 46    | 40    | 9     | 0        | 1        | 1        | 14    | 2     | 17    | 4        | 4     | 0     | 4     | 0     | 0     | 21    | 0        | .196  | .260     | .304     | .564  |

### 記録
- 初出場：2001年7月12日、対中日ドラゴンズ15回戦（ナゴヤドーム）、9回表にエディ・ディアスの代走として出場
- 初盗塁：同上、9回表に二盗（投手：岩瀬仁紀、捕手：中村武志）
- 初安打：2001年10月6日、対中日ドラゴンズ28回戦（広島市民球場）、7回裏に正津英志から左前安打
- 初先発出場：2002年6月19日、対阪神タイガース11回戦（福井県営球場）、2番・二塁手として先発出場
- 初本塁打・初打点：2003年10月12日、対ヤクルトスワローズ25回戦（広島市民球場）、9回裏に高津臣吾から左越同点ソロ

### 背番号
- 37 （2001年 - 2007年）

### 登録名
- 岡上 和典 （おかがみ かずのり、2001年 - 2005年、2007年）
- 岡上 和功 （おかがみ かずのり、2006年）